# Johann Peter Lotichius
Pour les autres membres de la famille, voir Lotichius.
Johann Peter Lotich, ou Johann Peter Lotichius  né le 8 mars 1598 à Bad Nauheim, comté de Hanau et mort le  31 mars 1669 à Francfort-sur-le-Main ) est un humaniste, médecin, poète et historiographe allemand

## Biographie
Brillant élève, fils du pasteur Nicolaus Lotichius (un neveu de Petrus Lotichius Secundus), il fréquente de 1609 à 1614 le lycée fondé par son grand-oncle, l'abbé réformateur Petrus Lotichius au monastère de Schlüchtern, et commence à étudier la médecine à l'université de Marbourg à l'âge de 16 ans, études qu'il poursuit en 1616 à l'Université de Bâle pour y terminer en 1619 un doctorat en médecine. Entre-temps, il a fréquenté l'Université de Padoue, où il s'est inscrit le 30 octobre 1618. En 1620, il devient médecin, d'abord à Hanau, où en 1623 il enseigne au Gymnasium local en tant que professeur de physique.
En 1624, il obtient un poste de médecin de cour auprès de Jean-Louis de Nassau-Hadamar à Hadamar ainsi qu'une chaire de professeur associé de médecine à Francfort où il s'installe comme médecin en 1625. Il épouse le 2 août de la même année Elisabeth de Hamel. À Francfort, on lui offre un poste à l'Université de Rinteln (de) qu'il accepte en 1629 car cela assure une sécurité matérielle bienvenue à sa famille. Son salaire annuel est de 200 thalers plus "« une allocation spéciale de 60 thalers accordée par le souverain »".
En raison de la baisse du nombre d'étudiants pendant la guerre de Trente Ans et de la réduction des frais de scolarité qui en a résulté à partir de 1632, il doit travailler comme médecin de campagne impérial dans la ville voisine de Minden avec un deuxième poste de médecin privé à Bückeburg payé par le comte Jobst Herrmann von Schaumburg « en tant que médicus personnel et extraordinarius pour 300 thalers et 25 thalers d'argent ». Après la mort du comte en 1635 et en raison de la situation économique précaire, Lotichius retourne à Hanau en 1636.
En 1639, il devient professeur de médecine à l'Université de Marbourg et en 1642, il occupe une chaire de médecine au lycée de Herborn. En 1644, il séjourne brièvement à Butzbach avant de retourner à Francfort la même année. L'empereur Ferdinand le nomme au poste de conseiller impérial et historiographe, poste qui lui permet enfin de se consacrer à son œuvre littéraire.
Dans son cercle d'amis humanistes, on compte la présence de Johann Georg Styrzel (de) (1591–1668) d'Augsbourg, qui fut maire de Rothenburg ob der Tauber.
Lotichius et sa femme Elisabeth von Hamel ont eu trois fils et six filles, qui n'ont tous laissé aucun descendant de son vivant, et sont morts pour la plupart en bas âge.

## Œuvre
L'œuvre variée de cet érudit humaniste, écrite principalement en latin, va des premiers Poemata (1620) aux poèmes panégyriques (1651) sur la maison de Habsbourg. Il comprend, entre autres, sa Bibliotheca Poetica en quatre parties, qui documente sa propre érudition, et qui contient une liste bio-bibliographique de 169 poètes et quatre poètes femmes en grec et en latin depuis les temps primitifs mythiques jusqu'au premier quart du XVIIe siècle. La plupart des articles d'une à deux pages traitent de 59 auteurs anciens (de Linos à Arator) et de 114 poètes modernes (là en deux à cinq pages, mais parfois plus de dix) ( Philippe Mélanchthon, Peter Lotich), en laissant toutefois de côté la littérature médiévale de langue latine.
Son œuvre variée comprend, outre des écrits purement médicaux, des traités médico-philologiques et médico-philosophiques, des discours et traités académiques ainsi que des ouvrages historiques contemporains sur le déroulement de la guerre dans les années 1631-1643 et 1643-1647. Il  a une préférence marquée pour la mémoire de son grand-oncle et poète Petrus Lotichius Secundus (1528-1560) et édite les écrits de son frère Christian (1530/1531-1568), recteur de l'école du monastère de Schluechtern, ainsi que leur oncle Petrus Lotichius (1501-1567), qui dirigea le monastère de Schlüchtern comme abbé de la Réforme.

## Œuvres (sélection)
- Bibliotheca Poetica en 4 parties, Francfort 1625, 1626 et 1628
- Holopherne, Francfort 1625 [un poème biblique]
- Gynaicologia[3], Rinteln 1630; Traduction allemande : Francfort, 1645 [traité médical et défense du sexe féminin]
- Casei Nequitia, Tractatus Medico-Philogicus novus, Francfort, 1643 [collection de cas médicaux]
- Satyricon : Super profligatis Neronianae tempestatis moribus : Commentariis, Sive Excursibus Medico-Philosophicis Itemque Notis, 2 volumes, Francfort, 1629
- Theatrum Europaeum[4], 5. Part Rerum Germanicarum libri pour les années 1643–1647, Francfort, 1650 [publié en allemand par Matthäus Merian ]
- Panegyricus, Francfort, 1651 (poème à la louange de la maison de Habsbourg )

## Premières de couverture

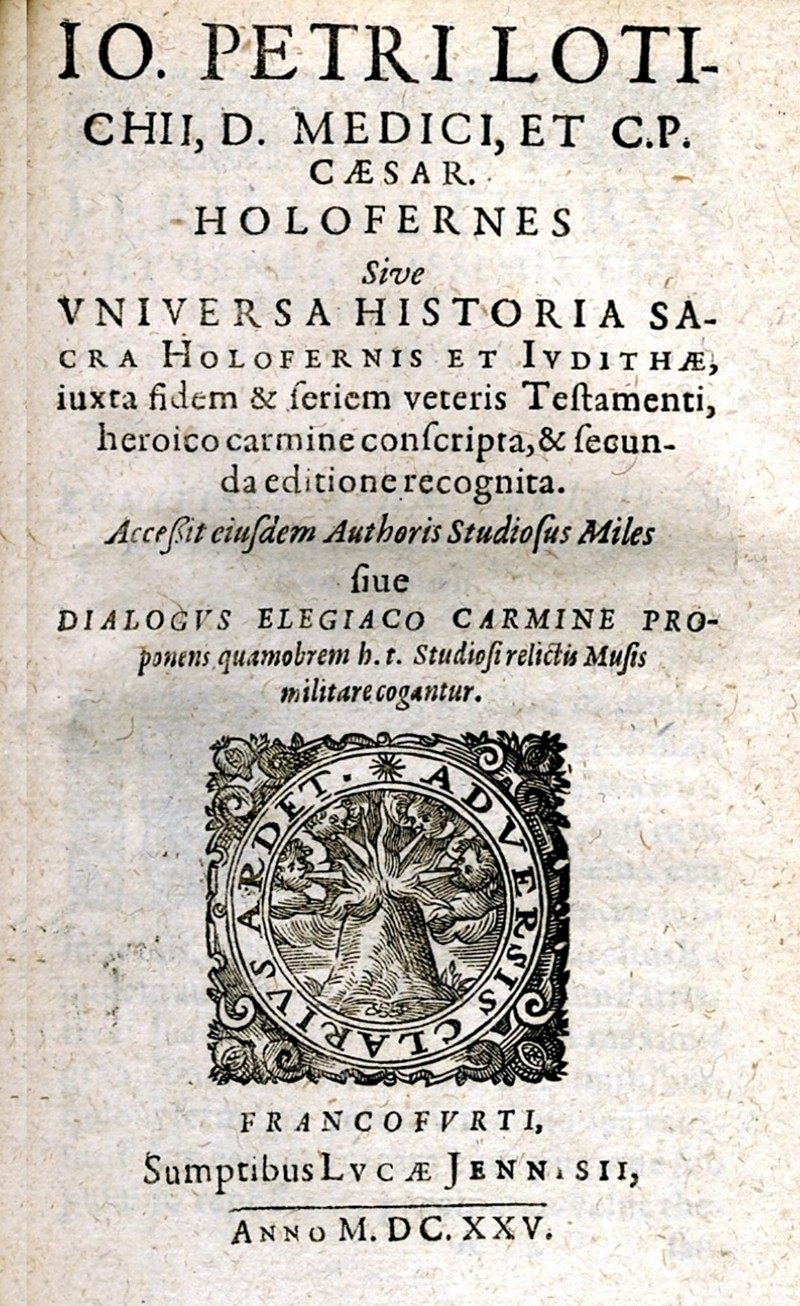
Holopherne  1625
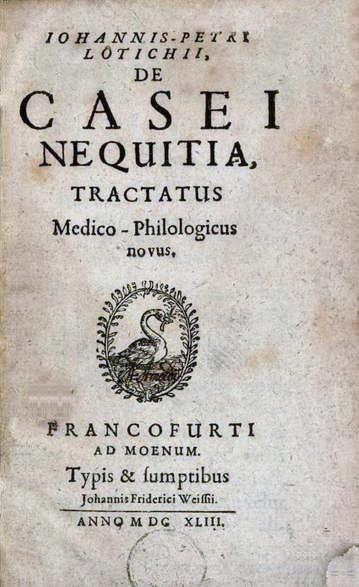
Casei Nequitia 1643
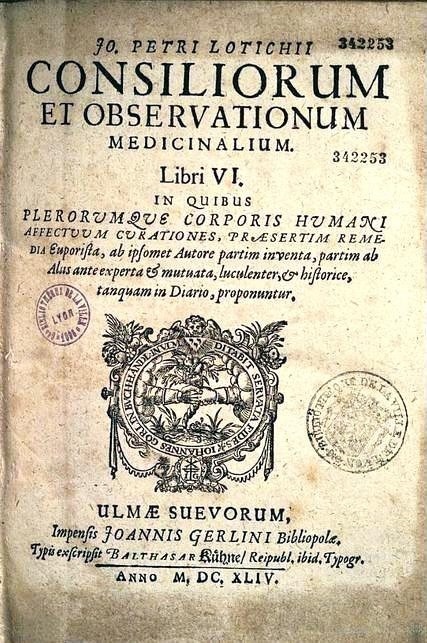
Conseil  1644
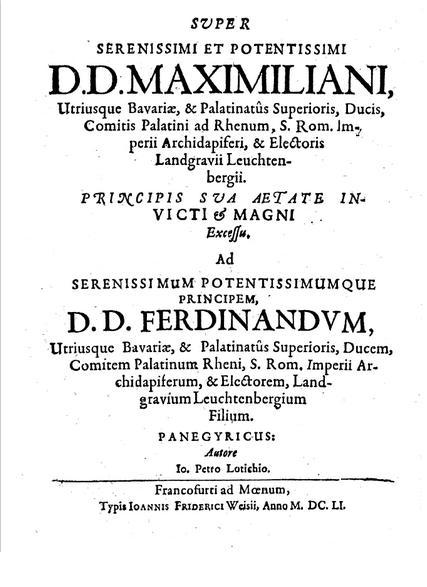
Panégyrique  1651